# Hermann Joseph Sträter

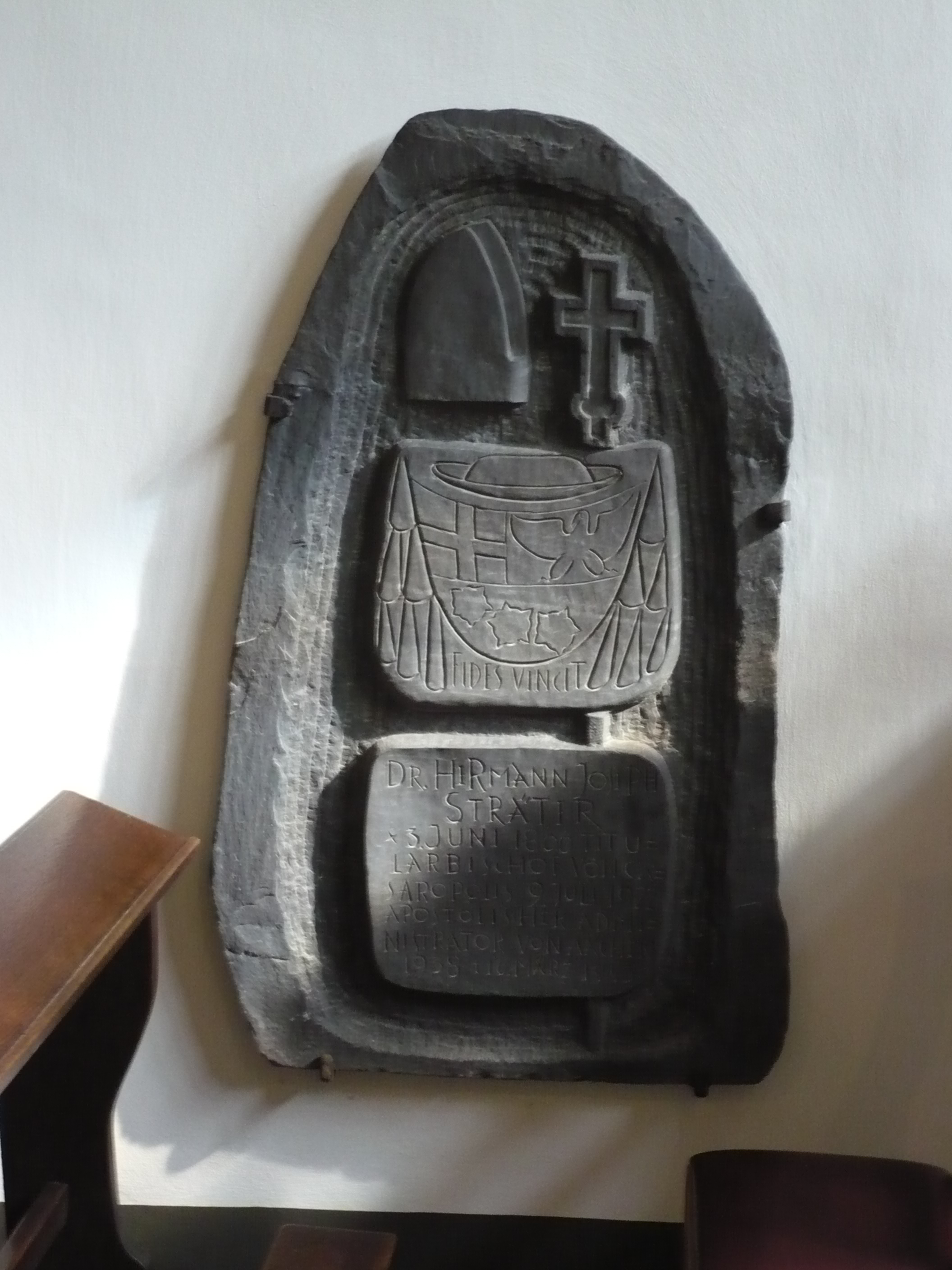
Gedenkstein Sträters in der Allerheiligenkapelle des Aachener Doms

Bischofswappen von Hermann Joseph Sträter

Hermann Joseph Sträter (* 3. Juni 1866 in Forst; † 16. März 1943 in Aachen) war Aachener Stiftspropst und Weihbischof in Köln und Aachen. 1938–1943 amtierte er als Apostolischer Administrator des Bistums Aachen.

## Leben und Wirken
Hermann Joseph Sträter war der Sohn des Tuchfabrikanten Hermann Eduard Sträter (1835–1904) und der Johanna Elisabeth Franziska Scheibler (1842–1914), Tochter des Monschauer Tuchfabrikanten Hermann Scheibler, die aus Eifler Landadel stammte. Dem familiären Umfeld gehörten auch seine beiden Vettern zweiten Grades Hermann Sträter und Eduard Sträter sowie sein Großonkel August Sträter an. Nach seinem Abitur am Kaiser-Karls-Gymnasium in Aachen studierte Hermann Joseph Sträter Theologie an den Universitäten von Bonn, Würzburg und Freiburg im Breisgau. Am 14. März 1891 wurde Sträter zum Priester geweiht. Später wurde er Inspektor an der Rheinischen Ritterakademie in Bedburg, Kaplan in Köln-Kalk und an St. Mauritius in Köln sowie Repetent am Theologenkonvikt Albertinum in Bonn. Von 1903 bis 1922 leitete er die Pfarrei St. Joseph in Krefeld, wo er am 1. Mai 1905 zum Pfarrer ernannt und später auch Dechant wurde.
Am 19. Juni 1922 ernannte ihn Papst Pius XI. zum Titularbischof von Caesaropolis und zum Weihbischof in Köln. Am 8. Juli 1922 wurde er zum Propst des damals noch zum Erzbistum Köln gehörenden Aachener Münsterstifts berufen. Als solcher war er für den Aachener Bereich des Erzbistums zuständig. Die Bischofsweihe spendete ihm Erzbischof Karl Joseph Schulte am 9. Juli 1922 im Aachener Dom. In seinem Bischofswappen finden sich die charakteristischen drei Rosen von Drimborn, einem Rittergut bei Aachen (heutiger Standort des Euregiozoos), das seine Mutter ererbt hatte. Mit Sträters Erhebung zum Bischof war die Erwartung verbunden, dass er bei der bereits damals ins Auge gefassten Neugründung eines Bistums Aachen zum ersten Ortsbischof der neuen Diözese gemacht werden sollte. Stattdessen ernannte Papst Pius XI. am 30. Januar 1931 überraschend den seit der gemeinsamen Schulzeit in Aachen mit Sträter befreundeten Kölner Priester Joseph Vogt zum ersten Aachener Bischof, der Sträter sogleich zu seinem Generalvikar ernannte. Die Gründe für diese Personalentscheidung sind nicht völlig geklärt. Ein Motiv könnte darin gelegen haben, dass Vogt als erfahrener Verwaltungsfachmann im Vergleich zu dem stärker als Seelsorger hervorgetretenen Sträter für die anstehenden Aufgaben geeigneter erschien. Außerdem war Sträter für seine schroffe Ablehnung des Nationalsozialismus bekannt.
1937 fand die maßgeblich von Weihbischof Sträter organisierte Aachener Heiligtumsfahrt statt, die durch Kirchenzeitungsbeiträge und -rundschreiben als katholische Demonstration gegen das NS-Regime angekündigt wurde und zu der unter diesem Vorzeichen auch ausländische Kirchenvertreter und zahlreiche Gruppen aus Belgien und Holland eingeladen wurden. Trotz Behinderungen durch Polizei und Reichsbahn nahmen mehr als 800.000 Menschen an der Wallfahrt teil, die der Jesuit Friedrich Muckermann als „stummen Protest“ gegen die NS-Herrschaft interpretierte.
Nach dem Tode Vogts im Herbst desselben Jahres wurde Sträter Kapitularvikar und damit Übergangsverwalter des Bistums. Der vom Aachener Domkapitel unter Sträters Leitung aus einer Dreierliste (Terna) des Vatikans zum Nachfolger Vogts gewählte Kevelaerer Wallfahrtsdirektor Wilhelm Holtmann (1882–1949) galt wie Sträter selbst als politisch unzuverlässig und wurde von der Reichsregierung unter Berufung auf Artikel 6 des Preußischen Konkordats von 1929 abgelehnt. Als Zeichen des Protests ernannte der Papst am 15. Mai 1938 den amtierenden Kapitularvikar Hermann Joseph Sträter zum Apostolischen Administrator von Aachen mit den Rechten eines Diözesanbischofs. Dazu bedurfte es der Zustimmung der preußischen Regierung nicht.
Sträter war als Theologiestudent an seinen Studienorten Bonn, Würzburg und Freiburg jeweils aktives Mitglied einer Verbindung im KV (KStV Arminia, KStV Walhalla und KStV Brisgovia) geworden und blieb bis zu seinem Tode ein Mitglied des KV.

## Veröffentlichungen (Auswahl)
- Das Münster zu Aachen als Muttergottes-Heiligtum. Einige Gedanken zur bevorstehenden Heiligtumsfahrt, in: Echo der Gegenwart, 2. Juni 1930, S. 2.